# Tokudaia
Tokudaia är ett släkte gnagare som tillhör underfamiljen möss (Murinae). Släktet bildas av tre arter.
Dessa djur når en kroppslängd mellan 12 och 18 centimeter och därtill kommer en 10 till 13 centimeter lång svans. Den täta pälsen har på ovansidan en orange till svart färg, undersidan är ljusgrå med röda nyanser och även svansen är tvåfärgade. Arterna kännetecknas av borstliknande till taggiga svarta hår på ryggen. Även på undersidan finns borstar som är vita med rödaktig spets.
Dessa gnagare lever på Ryukyuöarna söder om Japan. Habitatet utgörs av skogar med tät undervegetation. Det är inte mycket känt om arternas levnadssätt.
Släktets arter är:
- Tokudaia muenninki lever i norra delen av ön Okinawa.
- Tokudaia osimensis är endemisk för ön Amami-Ōshima.
- Tokudaia tokunoshimensis beskrevs så sent som 2006 och förekommer på Tokunoshima.

På grund av arternas begränsade levnadsområde och regionens förstöring räknar IUCN T. muenninki som akut hotad (critically endangered) och de två andra arterna som starkt hotade (endangered).
Arterna är nära släktingar till skogsmöss (Apodemus).